# Руис-Диас, Дилан
Дилан Энрике Руис-Диас (англ. Dylan Enrique Ruiz-Diaz; 12 марта 2001, Австралия) — австралийский футболист, нападающий клуба «Хувентуд Лас-Пьедрас».

## Клубная карьера
Руис-Диас — воспитанник клубов «Сидней», «Уэстерн Сидней Уондерерс» и «Сентрал Кост Маринерс». 20 апреля 2019 года в матче против «Уэстерн Сидней Уондерерс» он дебютировал в А-лиге в составе последнего. 3 августа 2020 года в матче против «Мельбурн Виктори» он забил свои первые голы в А-лиге, оформив дубль.

## Международная карьера
В 2016 году в составе юношеской сборной Австралии Руис-Диас стал победителем юношеского чемпионата Азии во Вьетнаме.

## Достижения
Международные
 Австралия (до 19)
- Юношеский чемпионат Азии — 2019